# 옆 구르기 (영화)
"옆 구르기"는 2014년에 제작한 대한민국의 영화이다.

## 캐스팅
- 최정은
- 김윤하
- 허정도
- 박시진
- 이지현
- 오대석